# Лора (коммуна)
Лора (нем. Lohra) — община в Германии, в земле Гессен. Подчиняется административному округу Гиссен. Входит в состав района Марбург-Биденкопф.  Население составляет 5597 человек (на 31 декабря 2010 года). Занимает площадь 49,18 км².